# Sigmarszell
Sigmarszell er en kommune i Landkreis Lindau, i regierungsbezirk Schwaben, i den tyske delstat Bayern. Den er administrationsby for Verwaltungsgemeinschaft Sigmarszell.

## Geografi
Sigmarszell ligger i Region Allgäu ca 7 km fra Bodensøen. Ud over Sigmarszell, er der i kommunen landsyerne Bösenreutin og Niederstaufen.
Floden Leiblach adskiller Sigmarszell fra Vorarlberg i Østrig; Den er 14 km lang og er nævnt allerede i år 802 under navnet „Luibilunache“.